# Gaúcho-de-bico-preto
Gaúcho-de-bico-preto  (Agriornis montanus) é uma espécie de ave da família Tyrannidae.
Pode ser encontrada nos seguintes países: Argentina, Bolívia, Chile, Colômbia, Equador, Peru e ocasionalmente nas Ilhas Malvinas e  Geórgia do Sul.
Os seus habitats naturais são: matagal tropical ou subtropical de alta altitude, campos de altitude subtropicais ou tropicais e pastagens.